# 大石田ゴルフクラブ
大石田ゴルフクラブ（おおいしだゴルフクラブ、OISHIDA GOLF CLUB）は、山形県北村山郡大石田町にあるゴルフ場である。ブラインドホールの少ない丘陵のコースが特徴。

## コース情報
- 開場日
  - 1995年9月6日
- 設計者
  - 株式会社オオバ
- コース規模
  - 18ホールズ、7,036ヤード

## 施設案内
- クラブハウス
  - エントランス
    - 尾花沢市にある鶴子ダムの工事の際に掘り出された樹齢800年のケヤキが存在する。

  - ラウンジ
  - ショップ
  - ロッカールーム
  - バスルーム
- レストラン
- 練習場

## 所在地
- 山形県北村山郡大石田町大字今宿874-1

## 営業期間
冬季は営業を休止している。